# Concattedrale di Santa Maria (Guadalajara)
La concattedrale di Santa Maria (in spagnolo:  concatedral de Santa María) è il principale luogo di culto del comune di Guadalajara, in Spagna, concattedrale dell'omonima diocesi.
È dedicata a santa Maria della Fonte, patrona di Sigüenza. Fu costruita nel XIII secolo sopra una moschea risalente al secolo precedente. L'interno presenta tre navate. La pala d'altare, opera di Francisco Mir, è di stile manierista.